# Nematogmus rutilis
Nematogmus rutilis är en spindelart som beskrevs av Ryoji Oi 1960. Nematogmus rutilis ingår i släktet Nematogmus och familjen täckvävarspindlar. Inga underarter finns listade i Catalogue of Life.